# Cotes insignis
Cotes insignis là một loài bọ cánh cứng trong họ Anthicidae. Loài này được Broun miêu tả khoa học năm 1912.